# Tōgō Yamamoto
Pour les articles homonymes, voir Yamamoto.
Tōgō Yamamoto (山本冬郷, Yamamoto Tōgō), né le 4 novembre 1886 et mort à une date inconnue, est un acteur japonais qui travailla aussi aux États-Unis.

## Biographie
Tōgō Yamamoto est apparu dans une quinzaine de films aux États-Unis entre 1918 et 1925 puis dans près de cinquante films au Japon entre 1925 et 1946, il réalise également un film en 1925,.

## Filmographie sélective

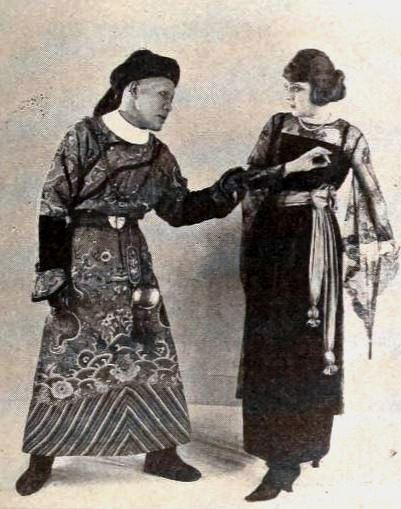
Tōgō Yamamoto et Jane Novak dans The River's End (1920).

### Acteur (période américaine)
- 1920 : Les Deux Cicatrices (The River's End) de Victor Heerman et Marshall Neilan
- 1920 : La Légende du saule (The Willow Tree) de Henry Otto
- 1920 : L'amour a-t-il un maître ? (Something to Think About) de Cecil B. DeMille
- 1921 : A Tale of Two Worlds de Frank Lloyd
- 1921 : Where Lights Are Low de Colin Campbell
- 1922 : Cœur de père (Flesh and Blood) d'Irving Cummings

### Acteur (période japonaise)
- 1930 : L'Épouse de la nuit (その夜の妻, Sono yo no tsuma?) de Yasujirō Ozu : Kagawa, le détective
- 1930 : Mademoiselle (お嬢さん, Ojōsan?) de Yasujirō Ozu : le président de l'école d'art dramatique
- 1934 : Le Col de l'amour et de la haine (愛憎峠, Aizo toge?) de Kenji Mizoguchi
- 1942 : Kurama Tengu (鞍馬天狗?) de Daisuke Itō : Tainen Wan

### Réalisateur
- 1925 : Maboroshi no hosen (幻の帆船?)